# 外神田いっちょめ
外神田いっちょめ（そとかんだいっちょめ）は、日本の女性アイドルグループ。2022年12月17日にグループ名を「バクステ外神田一丁目」（バクステそとかんだいっちょめ）から改名。

## 概要
東京千代田区外神田一丁目にある、AKIBAカルチャーズZONEの6階にあるステージ常設型・カフェ「AKIHABARAバックステージpass」に所属するアイドルキャストで構成されるアイドルグループである。従来はAKIHABARAバックステージpassのアイドルキャスト全員がメンバーであったが、同様にアイドルキャストで構成されるグループのエラバレシとの兼任メンバーがバクステ外神田一丁目から卒業したことにより、AKIHABARAバックステージpass所属アイドルキャストであってもバクステ外神田一丁目のメンバーではない場合もある。2022年10月のAKIHABARAバックステージpass閉店及び12月の『iTube Studio』としてのリニューアルに伴いiTube Studio所属となる。

## 活動方針と特色

### 店舗
東京都千代田区外神田一丁目7-6にある、AKIBAカルチャーズゾーン 6階にある、ステージ常設型のカフェである。
- AKIHABARAバックステージpass - 店舗の客をプロデューサーとし、お気に入りのアイドルキャストを応援・プロデュースして行くという設定から、来店客ならびにファンを「プロデューサー」と呼ぶ[2]。
- iTube Studio - YouTuberのキャストが接客するカフェ。

### グループ名の由来
AKIHABARAバックステージpassの略称が「バクステ」であることと、店舗があるAKIBAカルチャーズゾーンが外神田一丁目にあることから、「バクステ外神田一丁目」となった。読みは「ばくすてそとかんだいっちょめ」、略称は「いっちょめ」である。iTube Studioへのリニューアルに伴い外神田いっちょめに改名

### 活動方針
AKIHABARAバックステージpass（以降、店舗として記載）時代はカフェのアルバイト店員として働きながら、芸能活動を並行して行うことを基本としている。所属メンバーを、アイドルキャストと呼ぶ。店舗の人気投票システムを活用し、CDの選抜メンバーを決定や、外部イベントの出演権を決定している。プロデューサーと呼ばれる同カフェ来店客の投票により週ごとにアイドルキャストのランキングを集計し、週間順位によって「ウィークリーポイント」が与えられる。その累計を月間で集計した結果が月間ランキングときて毎月開催される表彰式で発表される。月間ランキング順位に応じて、アイドルキャストに「アイドルキャストポイント」が加算される。この累計実績は、公式プロフィールに記載されている。この結果をもとに、店舗外での活動やテレビ出演、CDジャケット選抜などのメンバーが選出される。

## 略歴
2011年
- 12月23日、アイドル育成型エンターテインメントカフェとして、「AKIHABARAバックステージpass」が開店[3]。

2012年
- 5月1日、「AKIHABARAバックステージpass」のアイドルキャストによるファーストインディーズシングルのリリース発表と同時にグループ名「バクステ外神田一丁目」が発表される[4]。
- 5月29日、バクステ外神田一丁目オフィシャルサイト誕生。ファーストインディーズシングルの曲名「プロデュース」が発表される。
- 7月3日、ニコニコ動画の公式チャンネルにバックステージpassチャンネルがオープン。「プロデュース」のMVが公開される。
- 6月4日、ファーストインディーズシングルのジャケット選抜メンバーが発表される。
- 6月22日、ファーストインディーズシングルのジャケットが完成、公開される。
- 8月1日、ファーストインディーズシングル「プロデュース」が発売される。
- 9月10日、2ndインディーズシングルの発売が発表される。
- 10月10日、2ndインディーズシングル初回版のジャケット選抜メンバーが発表される。
- 11月5日、2ndインディーズシングルの曲名「ヨロピク ピクヨロ!」、通常版と店舗版のジャケット選抜メンバーが発表される。
- 11月23日、新曲「ヨロピク ピクヨロ」お披露目会開催。
- 12月1日、バクステプロデュースシステム2.0リリース。「推し」システムの変更により、マンスリーランキングは「ウィークリーランキング」でのポイント集計へと仕様変更。

2013年
- 1月9日、2013年春にメジャーデビューすることを発表。
- 5月8日、「バイトファイター」でワーナーミュージック・ジャパンよりメジャーデビュー[5]。

2015年
- 5月1日、ビクターエンタテインメント「VERSIONMUSIC」への移籍を発表。
- 8月12日、シングル「甘い誘惑デインジャラス」が発売される。

2016年
- 2月17日、初のメンバー固定ユニット「エラバレシ」の立ち上げを発表。
- 2月17日、シングル「乙女心の鍵／The輝ける」が発売される。
- 10月27日、シングル「わたし道／旅立ちへの涙」が発売される。

2022年
- 10月10日、「AKIHABARAバックステージpass」が閉店[6]。
- 11月25日、「AKIHABARAバックステージpass」跡地に、志倉千代丸がプロデュースする女子YouTuberカフェ「iTube Studio」（アイチューブ・スタジオ）が12月18日に開店することを発表。バクステ外神田一丁目（発表時改名前）、エラバレシ、Pretty Ashの各メンバーも「YouTuberキャスト」として勤務する[7]。
- 12月17日、大手町三井ホールにて『Starting iTube Studio featuring ▶ バクステ外神田一丁目🌟ワンマンライブ はじまるぜ! iTube Studio!』を開催し、グループ名を「外神田いっちょめ」に改名することを発表[8]。
- 12月18日、「iTube Studio」が開店。

2023年
- 4月23日、TOKYO GRAVURE IDOL FESTIVALとの連動企画「春のTGIF 週プレ賞 2023」に、グループを代表して藤田愛純が参加[9]。

2024年
- 1月8日、「iTube Studio」が閉店、「外神田いっちょめ」も解散[10]。

## メンバー
「AKIHABARAバックステージpass」に所属するアイドルキャストの一部をメンバーとしていた。

### ジャケット選抜メンバー
|     | タイトル           | 通常 | DVD付属                                                                        | バクステ店舗限定 |
| 1st | プロデュース       | 大河華、針尾ありさ、広沢麻衣、嶋田希望、清水七海、有田りあ、蒼嶋夏恋、鍵谷まみ、山口桃子、伊東裕、高宮メイ、堀内華央理、鳴尾りお、愛川あやの、朝倉ゆり、諸星あずな、楠ゆい | 同左                                                                           | |
| 2nd | ヨロピク ピクヨロ! | 朝倉ゆり、嶋田希望、広沢麻衣、熊本美和、針尾ありさ、堀内華央理、愛川あやの、根岸ゆき菜、ADなぎさ、加賀麗美                                                                 | 弘松菜摘、朝倉ゆり、楠ゆい、高宮メイ、針尾ありさ、菅本亜未、広沢麻衣、嶋田希望 | 浜嶋彩夏、橋本ゆりあ、逢坂ここあ、依田茉莉奈、市川るな、倉木れいな、有田りあ、結城ゆず、倉瀬ひなみ、日向恵理、河音祐美、里中いぶき、笹原あや、安里南、渡久山美月、吉田琴葉、工藤夢、亀戸えり、鳴尾りお、諸星あずな、もえのあずき、蒼嶋夏恋、柊しおん、ユカフィン、白石あゆみ、伊東裕、東雲由姫 |

### メインメンバー
|     | タイトル         | |
| 1st | バイトファイター | 愛川あやの、諸星あずな、河音祐美、蒼嶋夏恋、針尾ありさ、広沢麻衣、 熊本美和、朝倉ゆり、大河華、花乃ゆうか、ADなぎさ、涼宮ひなの |
| 2nd | 美少女黙示録     | 針尾ありさ、愛川あやの、蒼嶋夏恋、広沢麻衣、諸星あずな、大河華、 伊東裕、ADなぎさ、花乃ゆうか、綾島由佳、涼宮ひなの、浜口藍子   |
| 3rd | Oh my destiny    | 愛川あやの、蒼嶋夏恋、朝倉ゆり、安里南、ADなぎさ、倉木れいな、 菅本亜未、大河華、針尾ありさ、広沢麻衣、もえのあずき、諸星あずな |

## グループ内ユニット

### 2015年から2016年のユニット活動
ユニット制は2014年に発表され、2015年から本格的な活動が開始された。原則として、バクステ外神田一丁目に所属するアイドルキャストは、4つのユニットのいずれかに所属となった。2016年1月に全面的なユニットメンバーの再編成を行った。このため、2015年の活動ユニットを「Newspaper'15」、2016年の活動ユニットを「Newspaper'16」と呼んでいた。
| 年   | ユニット名   | チームカラー | チームサブカラー | リーダー   | サブリーダー |
| ---- | ------------ | ------------ | ---------------- | ---------- | ------------ |
| 2015 | Food&Culture | 緑           |                  | 広沢麻衣   | 七海とろろ   |
| 2015 | Healthcare   | ピンク       |                  | 亀戸えり   | 弘松菜摘     |
| 2015 | Newspaper    | 黄           |                  | 東雲由姫   | 蒼嶋夏恋     |
| 2015 | Recreation   | 赤           |                  | 諸星あずな | 有田りあ     |
| 2016 | Food&Culture | 白           | 緑               | 堀内華央理 | 花里飛鳥     |
| 2016 | Healthcare   | ピンク       | 橙               | 久岡めるも | 久保田玲子   |
| 2016 | Newspaper    | 青           | 黄               | 椎名恵     | 南雲さな     |
| 2016 | Recreation   | 赤           | 紫               | 浜口藍子   | 神崎しほ     |

### エラバレシ
バクステ外神田一丁目から、初の固定メンバーの少人数ユニットとして、2016年3月2日にメンバー発表・結成された。後に、全メンバーがバクステ外神田一丁目から卒業し、独立したグループとなった。

### Pretty Ash
AKIHABARAバックステージpassから選抜投票で選ばれた10人による”パンク＆ロック”を楽曲コンセプトとしたアーティストユニット。メンバーは全員バクステ外神田一丁目とグループ兼任となる。

## 作品

### シングル
インディーズ
|     | 発売日        | タイトル           | 楽曲制作                                     | 規格品番                                                    | 備考                                                                                          |
| --- | ------------- | ------------------ | -------------------------------------------- | ----------------------------------------------------------- | --------------------------------------------------------------------------------------------- |
| 1st | 2012年8月1日  | プロデュース       | 作詞：志倉千代丸 作曲：つんく 編曲：大久保薫 | DVD付盤 BSPC-5001 通常盤 BSPC-5002                          | TV番組「D★D〜だれでもだいすき〜」オープニングテーマ曲 TV番組「つんつべ♂」エンディングテーマ曲 |
| 2nd | 2013年1月30日 | ヨロピク ピクヨロ! | 作詞/作曲：つんく 編曲：平田祥一郎           | DVD付盤 BSPC-5003 通常盤 BSPC-5004 バクステ店舗盤 BSPC-5005 | TV番組「アニメTV」オープニングテーマ曲                                                        |

メジャー
|      | 発売日         | タイトル                                | 楽曲制作 | 規格品番 | 備考                                                                               |
| ---- | -------------- | --------------------------------------- | --- | --- | ---------------------------------------------------------------------------------- |
| 1st  | 2013年5月8日   | バイトファイター                        | 作詞：志倉千代丸 作曲：pal@pop 編曲：pal@pop                                                                | 初回限定盤A WPZL-30577/8 初回限定盤B WPZL-30579/80 初回限定盤C WPZL-11398 初回限定盤D WPZL-11399 通常盤 WPZL-11395 店舗限定盤 WPZL-11400         | ・TV番組「志村だヨ!」 5月度エンディングテーマ曲 ・TV番組「つんつべ♂」 番組テーマ曲 |
| 2nd  | 2013年8月14日  | 美少女黙示録                            | 作詞：志倉千代丸 作曲：渡辺和紀 編曲：平田祥一郎 コーラスアレンジ：湯浅公一                                 | 初回限定盤A WPZL-30629/30 初回限定盤B WPZL-30631/2 初回限定盤C WPZL-11512 初回限定盤D WPZL-11513 通常盤 WPZL-11514 バクステ店舗限定盤 WPZL-11515 | ・TV番組「つんつべ♂バク音」 エンディングテーマ曲                                   |
| 3rd  | 2013年11月20日 | Oh my destiny                           | 作詞：尾藤琉星 作曲：板垣佑介                                                                               | 初回限定盤A WPZL-30741/2 初回限定盤B WPZL-30743/4 初回限定盤C WPCL-11654 初回限定盤D WPCL-11655 通常盤 WPCL-11656 バクステ店舗限定盤 WPCL-11657  | ・TV番組「つんつべ♂バク音」 エンディングテーマ曲                                   |
| 4th  | 2014年8月27日  | 青春クロニクル/ハリネズミとジェリービー | 青春クロニクル 作詞：志倉千代丸 作曲：志倉千代丸 ハリネズミとジェリービー 作詞：志倉千代丸 作曲：前山田健一 | 初回限定盤 WPZL-30872/3 通常版A WPCL-11931 通常版B WPCL-11932 バクステ店舗限定盤 WPCL-11941                                                      |                                                                                    |
| 5th  | 2015年8月12日  | 甘い誘惑デインジャラス                  | 作詞：尾藤琉聖 作曲：尾藤琉聖                                                                               | タイプA VICL-37083 タイプB VICL-37084 タイプC VICL-37085 タイプD VICL-37086                                                                      |                                                                                    |
| 6th  | 2016年2月17日  | 乙女心の鍵/The輝ける                    | 乙女心の鍵 作詞：尾藤琉聖 作曲：尾藤琉聖 The輝ける 作詞：尾藤琉聖 作曲：板垣佑介                            | タイプA VICL-37134 タイプB VICL-37135 タイプC VICL-37136 タイプD VICL-37137                                                                      |                                                                                    |
| 7th  | 2016年10月26日 | わたし道/旅立ちへの涙                   | 作詞：つんく 作曲：つんく                                                                                   | タイプA VICL-37223 タイプB VICL-37224 タイプC VICL-37225 タイプD VICL-37226                                                                      | 広沢麻衣・もえのあずき出演映画「修羅の男と家なし少女」主題歌                       |
| 8th  | 2018年3月21日  | WOI！                                   | 作詞：つんく 作曲：つんく                                                                                   | |                                                                                    |
| 9th  | 2019年6月4日   | 共犯者                                  | 作詞：志倉千代丸 作曲：志倉千代丸                                                                           | |                                                                                    |
| 10th | 2021年9月14日  | My Independence                         | 作詞：Cocoro. 作曲：YUXSE                                                                                   | |                                                                                    |
| 11th | 2022年6月21日  | おしえてMoonlight                       | 作詞：三好啓太 作曲：三好啓太                                                                               | |                                                                                    |

### アルバム
|     | 発売日        | タイトル          | 規格品番 |
| --- | ------------- | ----------------- | --- |
| 1st | 2014年1月29日 | ①ザ・プロデュース | 初回限定盤A（CD＋DVD）スペシャルダイジェストライブ映像 WPZL-30686/7 初回限定盤B（CD＋DVD）プレミアムドキュメント映像 WPZL-30688/9 初回限定盤C ミニ写真集ブックレット WPCL-11574 通常版（CD） WPCL-11591 |

### 映像作品
|     | 発売日         | タイトル | 規格品番            |
| --- | -------------- | --- | ------------------- |
| 1st | 2012年12月15日 | AKIHABARAバックステージpass presents -バクステ外神田一丁目- 2012総集編スペシャル DVD-BOX                              | WPBL-90247/9（DVD） |
| 2nd | 2013年8月21日  | AKIHABARAバックステージpass presents バクステ外神田一丁目（いっちょめ）スペシャルDVD-BOX II ～2012年10月～2013年5月～ | WPBL-90237/9（DVD） |
| 3rd | 2014年7月19日  | AKIHABARAバックステージpass presents バクステ外神田一丁目（いっちょめ）スペシャルDVD-BOX III ～2013年6月～2014年5月～ |                     |
| 4th | 2015年8月1日   | AKIHABARAバックステージpass presents バクステ外神田一丁目（いっちょめ）スペシャルDVD-BOX Ⅳ ～2014年6月～2015年5月～   |                     |
| 5th | 2016年8月31日  | AKIHABARAバックステージpass presents バクステ外神田一丁目（いっちょめ）スペシャルDVD-BOX Ⅴ ～2015年6月～2016年5月～   |                     |
| 6th | 2017年8月25日  | AKIHABARAバックステージpass presents バクステ外神田一丁目（いっちょめ）スペシャルDVD-BOX Ⅵ ～2016年6月～2017年5月～   |                     |

## 出演
グループでの出演、掲載のみ記載。

### テレビ
- つんつべ♂バク音（2012年6月22日 -2018年10月31日 、TOKYO MXテレビ）
- 開店!SIRのパチスキ!（2016年3月18日, 4月8日、TOKYO MXテレビ）
- MIRAI系アイドルTV（2018年11月7日-、TOKYO MXテレビ・2019年4月6日-、サンテレビ）YouTube公式チャンネルにて過去回をアップロード

### ラジオ
- バクステ深夜営業中☆（2013年4月4日 - 2014年3月25日、TOKYO FM）
- バクステSTATION（2019年2月4日　-、渋谷クロスFM）
- みんなあつまれ！ワクワクサワー（2021年4月5日 -、全国コミュニティFM）

### インターネット放送
- バクステ外神田一丁目Newspaperの生アキバクステ！（Ustream、AbemaTV）

### イベント・ライブ
「AKIHABARAバックステージpass」が開店してから、アイドルキャストが選抜メンバーとしてイベントなどに出演している。ここでは、グループとして命名されてから（2012年5月1日以降）の活動を記載する。
2012年
- 第3回 つんつべ♂フェス（5月27日、新宿BLAZE）
- 第31回 横浜開港祭 2012「韓流vs横浜開港祭グルメバトル」（6月1日・2日、横浜みなとみらい21地区）
- アフィリア・サーガ・イースト 3rdワンマンLive オープニングアクト（6月9日、五反田ゆうぽうと）
- 第2回 つんつべ♂産地直送アイドルフェア in 東京（6月24日、新宿BLAZE）
- アイドル横丁夏祭り!!〜2012〜（7月1日、新木場STUDIO COAST）
- つんつべ♂プレゼンツ!ニコ生!調子ブッコキ祭り（7月22日、新宿BLAZE）
- 神LIVE Vol.3（7月28日、渋谷WWW）
- a-nation「a-nation × めざましDANCING SUN」（8月7日、国立代々木競技場）
- a-nation「☆JOYSOUND & MMFGroupプレゼンツ☆IDOLPARK〜代々木a番地〜」（8月11日、国立代々木競技場）
- アキバ大好き!祭り 2012年 夏（8月18日、ベルサール秋葉原）
- Animelo Summer Live 2012 -INFINITY∞-「INITINITYステージ」（8月25日・26日、さいたまスーパーアリーナ）
- ハーベストガーデンフェスタ（8月26日、ハーベストガーデン 千葉北店）
- つんつべ♂入門フェス（9月16日、新宿BLAZE）
- 出雲崎町 震災復興イベント きずなV 2012 「元気アイドル 大集合!」（10月6日、道の駅 越後出雲崎天領の里）
- 神LIVE Vol.4（10月14日、キネマ倶楽部）
- 反射材フェア2012（10月21日、池袋サンシャインシティアルパ）
- アイドル界隈presents「Live around the idol vol.1」（10月17日、HOLIDAY NAGOYA）
- 藤沢市民祭り 湘南台ファンアジア（10月27日、原谷公園・湘南台公園）
- Flying Penguin Records present. Frappe Summit Vol.18 MC（10月27日、渋谷O-Crest）
- 明大祭ニコニコCarnival!!（11月3日、明治大学和泉校舎）
- アイドル界隈presents「Live around the idol vol.2」（11月7日、HOLIDAY NAGOYA）
- Flying Penguin Records present. Frappe Summit Vol.19（11月10日、吉祥寺CLUB SEATA）
- 頑張ろう日本!みんなで福島の小名浜、永崎海岸を絆ウォーキング＆ビーチクリーン（11月17日、いわき永崎海岸）
- Live5pb.2012（11月24日、TOKYO DOME CITY HALL）
- アイドル界隈presents「Live around the idol vol.3」（12月5日、X-HALL）
- LLPW-X「Brand New Start 〜新たなるチャレンジ〜」オープニングセレモニー（12月29日、赤坂BLITZ）

2013年
- 新春アイドル横丁まつり!!〜2013〜（1月2日・3日、渋谷公会堂）
- アイドル界隈presents「Live around the idol vol.4」（1月8日、X-HALL）
- eスポーツJAPAN CUP（1月20日、原宿クエストホール）
- ヨロピク ピクヨロ! 浜松キャンペーン（1月27日、プレ葉ウォーク浜北）
- ヨロピク!フリーイベント! in CLUB CITTA' 川崎（1月29日、CLUB CITTA' 川崎）
- イービーンズ（4月20日・宮城県仙台市）
- センダイアイドルフェスティバルvol1（7月27日、仙台市青葉区西公園）
- アキバ大好き祭り2013夏（7月27日、ベルサール秋葉原）
- TOKYO IDOL FESTIVAL 2013（7月27日、お台場・青海特設会場）
- 夏休みプレミアムLIVE 2013（7月28日、仙台EBeanS 社のサテスタ広場）
- 夏サカス2013 笑顔の扉（7月28日、赤坂サカス（Sacas広場）
- GTFグリーンチャレンジデー2013in新宿御苑（10月5日、新宿御苑）
- 仲良くなろうよ！バクステ外神田一丁目 東北アイドルグループと交流会イベント（10月5日、イオンモール盛岡南店）
- メジャー3rdシングル「Oh my destiny」予約イベント（10月6日、東武百貨店池袋店）
- 仲良くなろうよ！バクステ外神田一丁目 東北アイドルグループと交流会イベント（10月6日、仙台EBeans）

2014年
- 「振り込め詐欺」撲滅運動イベント（1月12日、秋葉原住友ベルサール）
- つんつべ♂プレゼンツ！調子ブッコキ祭り2014春 in 岡山（2月8日、CRAZYMAMA KINGDOM）
- つんつべ♂プレゼンツ！調子ブッコキ祭り2014春 in 福岡（2月9日、FUKUOKA BEAT STATION）
- つんつべ♂プレゼンツ！調子ブッコキ祭り2014春 in 名古屋（2月16日、名古屋CLUB QUATTRO）
- つんつべ♂プレゼンツ！調子ブッコキ祭り2014春 in 仙台（2月22日、darwin）
- つんつべ♂プレゼンツ！調子ブッコキ祭り2014春 in 大阪（2月23日、ROCKTOWN）
- つんつべ♂プレゼンツ！調子ブッコキ祭り2014春 番外編（3月2日、TOKYO FMホール）
- つんつべ♂プレゼンツ！調子ブッコキ祭り2014春 in 東京（3月16日、新宿BLAZE）
- つんつべ♂プレゼンツ！調子ブッコキ祭り2014春 in 新潟（3月22日、NEXS NIIGATA）
- 秋フェス2014春（3月23日、AKIBAカルチャーズ劇場）
- KATAGAMES2014（4月26、27日、イタリアカターニャ）
- 北関東Girl's Revolution vol.2～今度は高崎編～（4月29日、ヤマダ電機LABI1高崎）
- 北関東Girl's Revolution vol.2～今度は高崎編～（4月29日、高崎 club FLEEZ）
- Napoli Comicon（5月1日～4日、イタリアナポリ）
- 神ライブスペシャル！（5月31日、EX THEATER ROPPONGI）
- エトナコミックス2014（6月6日、7日、FUJI HALL）
- もっと仲良くなろうよ！バクステ外神田一丁目 in 岩手！（6月7日、イオンモール盛岡南）
- 「みんな一緒に騒ごうよっ！！」Regular LIVE presented by SCK GIRLS & Fragrance
- 仲良し出演バクステ外神田一丁目（東北選抜）（6月8日、仙台club Neo BrotherZ）
- ウタ娘公開収録（6月24日、赤坂GENKI劇場）

2016年
- 調子ブッコキ祭り2016初夏 新生ユニット公演 Recreation ／Newspaper（6月18日、柏PALOOZA）
- HEAVEN'S IDOL LIVE vol.12（6月19日、HEAVEN'S ROCK さいたま新都心VJ-3）
- バクステ外神田一丁目! 調子ブッコキ祭り2016夏（7月3日、仙台darwin）
- バクステ外神田一丁目! 調子ブッコキ祭り2016夏（7月9日、HEAVEN’S ROCK熊谷）
- バクステ外神田一丁目! 調子ブッコキ祭り2016夏（7月17日～18日、新宿BLAZE）
- バクステ外神田一丁目! 調子ブッコキ祭り2016夏（7月31日、水戸ライトハウス）
- 「NIPPONスーパーアイドルプロジェクト 2016」Presented by SHINJUKU ReNY～本陣の巻～（8月12日、新宿ReNY）
- おおさきジャンボ肉祭り（8月21日、大崎市田尻総合体育館駐車場）
- SiAM POP FES（8月27日、TSUTAYA O-nest）
- JAPAN IDOL SUPER LIVE 2016 vol.8（9月1日、TSUTAYA O-EAST）
- @JAM×ナタリー EXPO 2016（9月24日、幕張メッセ）
- IDOL CONTENT EXPO@新宿BLAZE Vol.29 全組30分間やっちゃいまSHOW！（9月23日、新宿BLAZE）
- 反射材フェア2016（10月15～16日、池袋サンシャインシティ）
- 第18回「藤沢市民祭り 湘南台ファンタジア」（10月30日、藤沢市民祭り 湘南台ファンタジア）
- 多摩大学 湘南キャンパス学園祭（11月13日、多摩大学湘南キャンパス 体育館）
- an まかないフェス（11月12日、中野セントラルパーク「パークアベニュー」）
- バクステ外神田一丁目・出演「新宿アリーナライブvol.5」（12月18日、RUIDO K4）
- TOHOKU GIRLS POPS サミット（12月11日、福島・郡山Hipshot Japan）
- バクステ外神田一丁目！調子ブッコキ祭り2016冬（12月27日、新木場Studio Coast）
- アイパレ（12月16日、名古屋クラブクアトロ）
- GIRLS♥GIRLS♥GIRLS Shooting Star☆（12月20日、渋谷duo）

2017年
- バクステ外神田一丁目！大阪定期公演VOL.1(1月8日、CLUB COCHLEA)
- バクステ外神田一丁目！名古屋定期公演VOL.1(1月9日、大須Dt.BLD)
- バクステ外神田一丁目！仙台定期公演VOL.1（1月29日、仙台space Zero）
- バクステ外神田一丁目！大阪定期公演VOL.２（2月4日日本橋ＣＬＵＢ ＣＯＣＨＬＥＡ．）
- バクステ外神田一丁目！名古屋定期公演VOL.2（2月5日、大須Dt.BLD）
- バクステ外神田一丁目！大阪定期公演VOL.3（3月4日、日本橋CLUB COCHLEA.）
- バクステ外神田一丁目！名古屋定期公演VOL.3（3月5日、大須Dt.BLD）
- バクステ外神田一丁目！仙台定期公演VOL.3（3月19日、仙台space Zero）
- バクステ外神田一丁目！大阪定期公演VOL.4（4月1日、日本橋CLUB COCHLEA.）
- バクステ外神田一丁目！名古屋定期公演VOL.4（4月2日、大須Dt.BLD）
- バクステ外神田一丁目！仙台定期公演VOL.4（4月29日、仙台space Zero）
- HEAVEN’S IDOL LIVE vol.17（4月29日、HEAVEN’S ROCK さいたま新都心VJ-3）
- 《Idol Live Circuit》IDOL PARADISE SP5（5月28日、高松MONSTER）
- バクステ外神田一丁目！名古屋定期公演VOL.5（5月13日、大須Dt.BLD）
- バクステ外神田一丁目！大阪定期公演VOL.5（5月14日、日本橋ＣＬＵＢ ＣＯＣＨＬＥＡ．）
- IDOL CONTENT EXPO supported by ダイキサウンド ～初夏の大無銭祭～（5月20日、イオンモール幕張新都心）
- バクステ外神田一丁目！仙台定期公演VOL.5（6月3日、仙台space Zero）
- バクステ外神田一丁目！大阪定期公演VOL.6（6月10日、日本橋ＣＬＵＢ ＣＯＣＨＬＥＡ．）
- バクステ外神田一丁目！名古屋定期公演VOL.6（6月11日、大須Dt.BLD）
- バクステ外神田一丁目！大阪定期公演VOL.７（7月8日、日本橋ＣＬＵＢ ＣＯＣＨＬＥＡ．）
- バクステ外神田一丁目！名古屋定期公演VOL.７（7月9日、大須Dt.BLD）
- バクステ外神田一丁目！仙台定期公演VOL.6（6月24日、仙台space Zero）
- バクステ外神田一丁目！仙台定期公演VOL.7（7月22日、仙台space Zero）
- TOKYO IDOL FESTIVAL2017（8月4日～6日、お台場・青海周辺エリア）

2018年
- AKIHABARAバックステージpass6周年メモリアルライブ 〜バクステ外神田一丁目! 調子ブッコキ祭り2018冬〜（1月26日、新木場Studio Coast）
- SHIBUYA SONIC VOL.1　2018年新春お年玉ライブ！（1月2日、渋谷 TSUTAYA O-nest）
- ホリエモン万博「IDOL PARTY」（2月3日、party on）
- TOKYOアイドルステージVOL.30（2月17日、HOLIDAY SHINJUKU）
- 渋祭22（3月20日、Clab asia/渋谷Glad）
- IDOL CONTENT EXPO＠イオンモール幕張新都心 supported by ダイキサウンド ～帰ってきた、初夏の大無銭祭～（5月20日、イオンモール幕張新都心）
- 喰らいマックス@日比谷大江戸祭り（6月9～10日、日比谷公園 にれのき広場ステージ）
- おおさきジャンボ肉まつりinたじり(8月26日、大崎市田尻総合体育館駐車場)
- 多摩大学湘南キャンパス学園祭（11月3日、多摩大学湘南キャンパス体育館）
- 館林ホットホットアイドルフェスティバルvol.3（11月4日、アゼリアモール）
- あきばぽっぷかるちゃーフェス（12月29日、住友不動産ベルサール秋葉原（1Fホール＆イベントスペース））

2019年
- ODAIBAアイドルストリーマーズ 2019NEWYEAR（1月16日、Zepp DiverCity）
- MIRAI系アイドルTV 主催ライブ#01（2月16日、渋谷WWWX）
- Girl’s Bomb!! 〜春の大祭典！〜（3月10日、赤坂BLITZ）
- 喰らいマックス（3月30日、都立光が丘公園）
- 南波一海のアイドル三十六房（05月09日、タワーレコード渋谷店）
- SHINJUKUアイドルストリーマーズ Special （7月8日、新宿BLAZE）
- @JAM PARTY（7月14日、AKIBAカルチャーズ劇場）
- AKIHABARAバックステージpass7周年ライブ 〜ここからぶちあげていこう〜（7月21日、神田明神ホール）
- @JAM EXPO 2019(8月24日、横浜アリーナ)
- TOKYO IDOL SHOW ～白金姫祭2019～（白金高輪SELENE b2）
- SHINJUKUアイドルストリーマーズ(10月1日、新宿BLAZE)
- 反射材フェア2019（10月19日、池袋サンシャインシティ 噴水広場）
- 喰らいマックス＠ご当地鍋フェスティバル（11月24日、日比谷公園にれの木広場）

2020年
- MIRAI系アイドルTV主催ライブ #04〜正月スペシャル〜 （1月3日、神田明神ホール）
- レジェンド・ワンマンライブ(1月19日、秋葉原ツインボックス)
- もえきゅん祭り〜もえあず生誕祭〜 （2月15日、神田明神ホール）
- AKIHABARAバックステージpass8周年ライブ （2月15日、神田明神ホール）
- MIRAI系アイドルTV　主催ライブ #05（7月26日、恵比寿ガーデンホール）
- ReNY SUPER LIVE 2020（10月25日、新宿ReNY）

2021年
- AKIHABARAバックステージpass9周年ライブ〜もっともっとぶちあげていこう〜（1月30日、秋葉原神田明神ホール）

2022年
- AKIHABARAバックステージpass 10周年ライブ～やってやるぜ！ぶちあげていこうぜ！～（1月15日、大手町三井ホール）

### バクステ外神田一丁目時代
- 【公式】バクステ外神田一丁目 - ワーナーミュージック・ジャパン
- 【公式】バクステプログ＠外神田一丁目
- 外神田いっちょめ (sotokanda1chome) - Facebook
- バックステージpassチャンネル - ニコニコチャンネル

### メンバーブログ（アメブロ）
- 現役メンバー
  - 広沢麻衣オフィシャルブログ『Maiる～む』
  - 七海とろろオフィシャルブログ『とろろのきもち。』
  - 朝倉ゆりオフィシャルブログ 『あさくらまんかい』
  - 堀内華央理オフィシャルブログ 『Kaolingual Blog』
  - 諸星あずなオフィシャルブログ『あずにゃのA to Z？』
  - 弘松菜摘オフィシャルブログ『ちょろっと寄ってく？』
  - 浜口藍子オフィシャルブログ『らんちゃんは今日も120％でしたっ』
  - 松本ふうかオフィシャルブログ『僕らのふーちゃん日記』
  - 垣原綾乃オフィシャルブログ『かっきーのギブアップまで待てないっ！』
  - 白石優希オフィシャルブログ『まめぶろ☆だより』
  - 上田冴月オフィシャルブログ『ウーちゃんのブログでした٩( 'ω' )و』
  - 石川不二夏オフィシャルブログ『生きて腸まで届く☆ふじか菌ブログ』
  - 小嶋愛奈オフィシャルブログ『愛ことば♡』
  - 久岡めるもオフィシャルブログ『めるものちびっこメール便』
- 卒業メンバー
  - 有田りあオフィシャルブログ『♡りある日常♡』
  - 蒼嶋夏恋オフィシャルブログ『かれん煮』
  - 安里南オフィシャルブログ『Keep on singing』
  - ADなぎさオフィシャルブログ『どこからどう見てもアイドルでしょ!?』
  - 市川るなオフィシャルブログ『るなぴよたいむ。』 - ウェイバックマシン（2013年9月3日アーカイブ分）
  - 東雲由姫オフィシャルブログ『のめちゃんVoice』
  - 楠ゆいオフィシャルブログ『ゆいなのブログ』
  - 夏川澄華オフィシャルブログ『しぃちやんの今日もまったりねブログ』 - ウェイバックマシン（2015年5月4日アーカイブ分）
  - 山本麻子オフィシャルブログ『まこちのしっとりブログ』
  - 椎名恵オフィシャルブログ『ここだけのハナシ』
  - 吉川葵オフィシャルブログ『リップトーク』